# Naționalism belgian

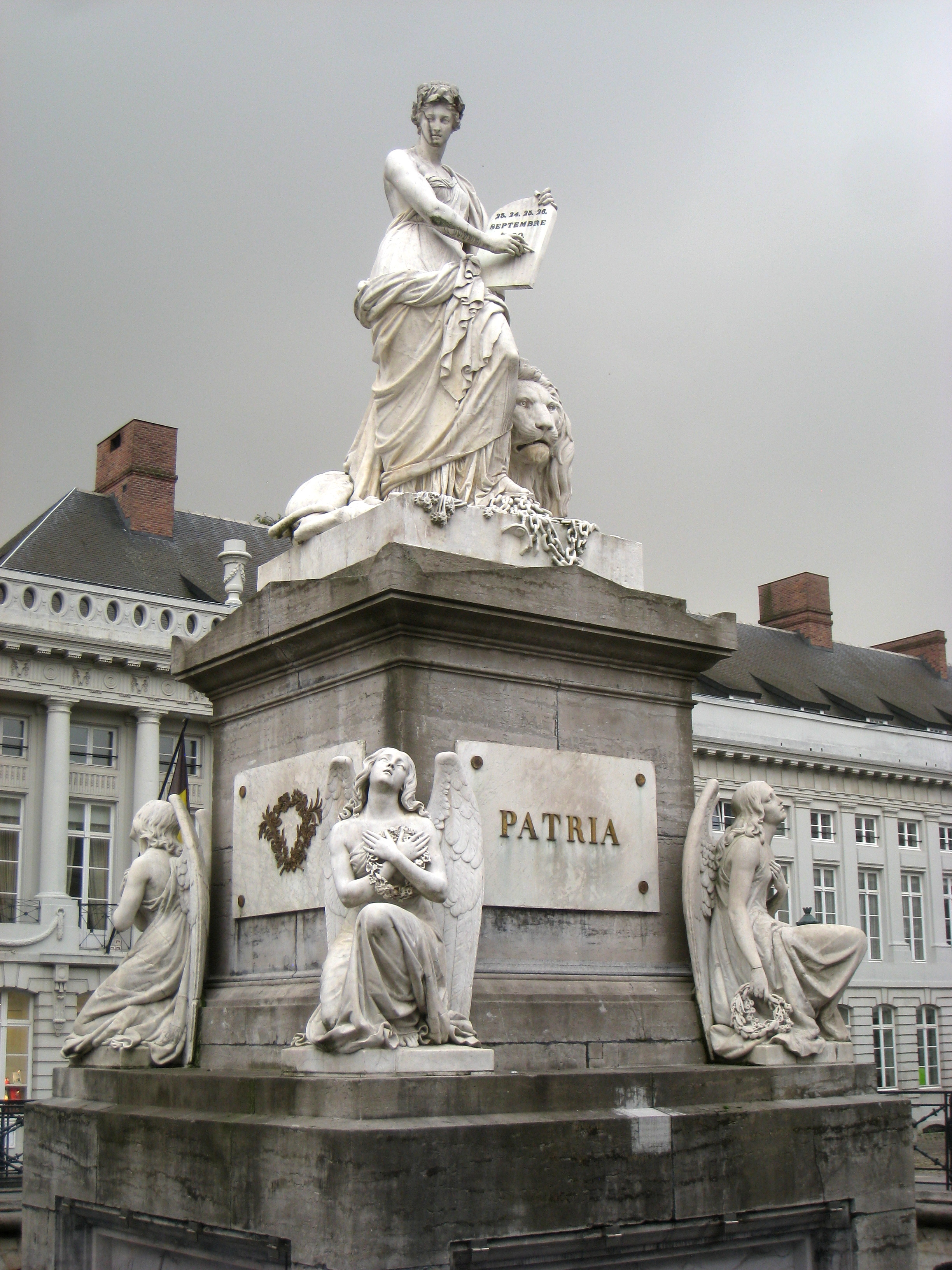
Monumentul „Pro Patria” ridicat în cinstea Revoluției belgiene din 1830 în.

Naționalism belgian, descris uneori în mod peiorativ belgicism (în neerlandeză Belgicisme, în franceză Belgicanisme), este o ideologie naționalistă care în forma sa modernă susține eliminarea federalismului și fondarea unei Belgii ca stat unitar. Ideologia militează fie în favoarea unei autonomii limitate, fie în suspendarea statutului autonom al comunității flamande, al comunității franceze⁠(d), al comunității germane care constituie Valonia și al regiunii capitalei Bruxelles locuită de valoni și flamanzi.
Ideologia are ca scop principal restabilirea integrală a suveranității statului belgian prin crearea unui stat unitar. Aceasta inițiativă vine ca urmare a decenii de reforme statale⁠(d) care au transformat țara într-un stat federal încă din anii '70. Au existat proteste și din partea naționaliștilor flamanzi care susțineau independența regiunii, respectiv din partea valonilor, bruxellezilor și a belgienilor vorbitori de germană care militau pentru mai multă autonomie în regiunile proprii. Spre deosebire de aceștia, naționaliștii belgieni susțineau unitatea tuturor grupurilor lingvistice din Belgia și condamnarea șovinismului și a discriminării pe bază de limbă.
Naționalismul belgian este susținut în mare parte de politicieni francofoni, de anumite cercuri din Bruxelles și de unele organizații de extremă dreapta. Din moment ce convingerile locuitorilor Flandrei sunt majoritatea regionaliste⁠(d) - cu toate că majoritatea flamanzilor nu susțin independența regiunii lor - iar regiunile Valonia, Bruxelles și comunitățile germane le împărtășesc aspirațiile regionaliste, naționalismul belgian are foarte puțin sprijin popular în Belgia. Partidele politice care susțin această ideologie în mod public nu au obținut sprijin electoral în ultimii ani.

## Susținători

#### Partide active
- Uniunea Belgiană⁠(d) (BUB), un partid unionist de centru, oficial bilingv, dar în membrii săi sunt în principal vorbitori de olandeză.
- Vivant⁠(d), partid liberal belgian ai cărei membri sunt vorbitori de franceză susțin un program naționalist care militează pentru bilingvism.

#### Partide desființate
- Frontul Național⁠(d) (în română Frontul Național) - partid de extremă dreapta[5] care susține cauzele naționalismului belgian. Partidul a fost desființat în 2012.
- Din punct de vedere istoric, atât Partidul Rexist, cât și Verdinaso⁠(d) au susținut o versiune a naționalismul belgian până la interzicerea lor pentru colaborare cu Germania nazistă după cel de-al Doilea Război Mondial.